# Istanbul Park
Istanbul Park (Turks: İstanbul Park) is een 5338 meter lang circuit gelegen in het district Tuzla in het oostelijk deel van Istanboel, Turkije. Het circuit werd opgeleverd in augustus 2005 en door Formule 1-baas Bernie Ecclestone bestempeld als het beste circuit ter wereld.
Het circuit kan 155.000 mensen ontvangen van wie 25.000 op de hoofdtribune.
Het circuit, dat gastheer is voor de Grand Prix Formule 1 van Turkije, is gelegen aan de Aziatische zijde van Istanboel, nabij het knooppunt van Kurtkoy aan de noordkant van de Otoyol 4, die Istanboel met Ankara verbindt. Aangrenzend ligt de Luchthaven Istanboel Sabiha Gökçen.
Tegenwoordig vinden er nog maar weinig races plaats op Istanbul Park.

## Lay-out
Het circuit en haar faciliteiten werden door de bekende Formule 1-architect Hermann Tilke ontworpen. Het circuit is 5.338 meter lang, het wegdek heeft een gemiddelde breedte van 15 meter en het circuit beslaat een oppervlakte van 2,215 miljoen vierkante meter. Het circuit heeft 14 bochten, waarvan de scherpste slechts een radius van 15 meter heeft.
Istanbul Park is een van de weinige circuits dat tegen de klok in loopt.

### Bekende bochten
Een beroemde bocht is bocht nummer één, ook bekend onder de naam Turkse Corkscrew, een verwijzing naar de legendarische Corkscrew van Laguna Seca. De bocht, een scherpe halve draai naar links met een flinke afdaling, volgt direct na de hoofdstraat met de pits.
Een andere beroemde bocht is bocht nummer acht, ook bekend onder de naam Diabolica, een verwijzing naar Monza's Parabolica. De bocht bestaat uit vier snel opeenvolgende flauwe bochten. Vanwege de schuine ligging kunnen auto's hier gemakkelijk uit de bocht vliegen.

Verdeling in sectoren: geel is sector één, rood sector twee en blauw sector drie

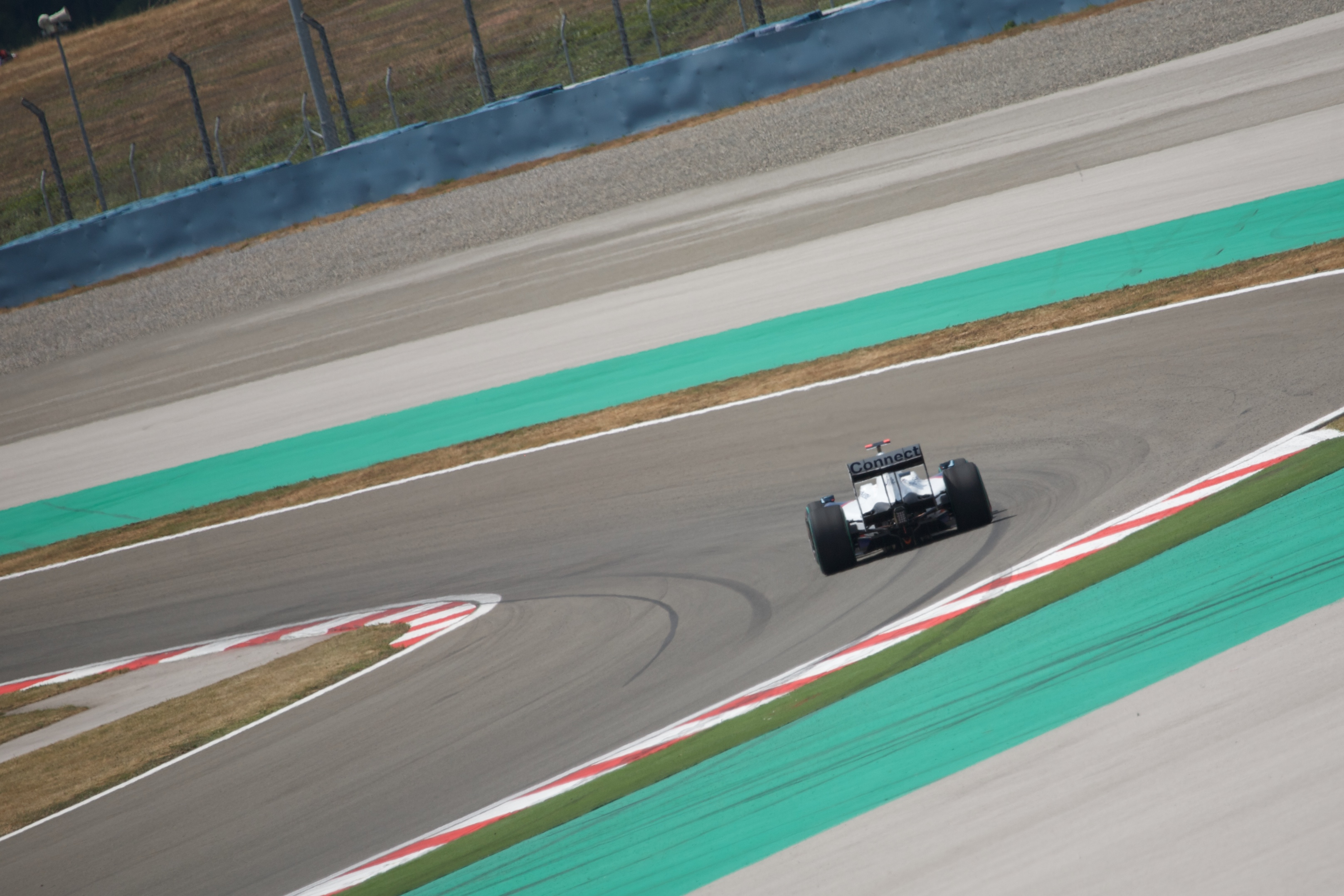
Bocht acht

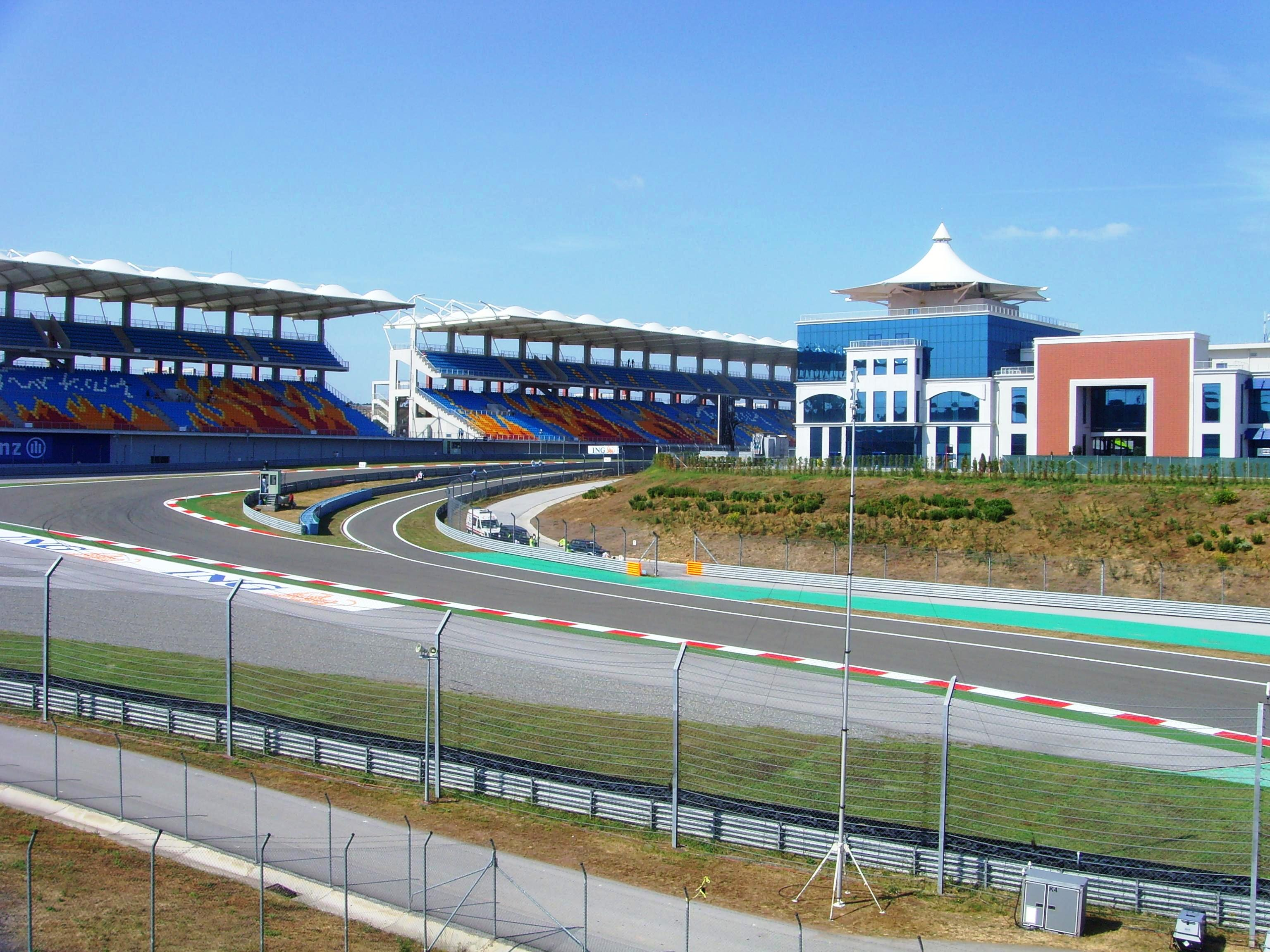
Bocht één

## Grote evenementen
Het circuit is de gastheer voor diverse motorsporten, waaronder de GP2 en MotoGP Porsche Cup.

### Formule 1
In 2005 vond hier de eerste Grote Prijs van Turkije van de Formule 1 plaats. Zes jaar later, in 2011, deed de Formule 1 Turkije voor het laatst aan wegens mislukte contractonderhandeling. De Formule 1-coureur Felipe Massa heeft een bijzondere relatie met het circuit, hij won namelijk 3 van de 7 ooit gehouden Grote Prijzen van Turkije.

#### 2005
De Grand Prix van Turkije werd in 2005 gewonnen door Kimi Räikkönen van McLaren-Mercedes in een tijd van 1:24'34.454. Fernando Alonso werd tweede in zijn Renault F1, gevolgd door Juan Pablo Montoya, Räikkönens teamgenoot.
De snelste raceronde werd gereden door Juan Pablo Montoya, met een tijd van 1'24.770. Dit komt neer op een gemiddelde snelheid van 226,693 km/h.

#### 2006
In 2006 werd de Turkse Grand Prix gewonnen door Felipe Massa van Ferrari na de race geleid te hebben van de start tot de finish. Het interessante van de race was het gevecht om de tweede plaats tussen regerend wereldkampioen Fernando Alonso en de zevenvoudig wereldkampioen Michael Schumacher. Ze eindigden respectievelijk tweede en derde. De race was een stuk langzamer dan het voorgaande jaar. Dit kwam echter niet door de verkleinde motorinhoud van de wagens, maar door de tegenvallende banden.
De snelste raceronde werd gereden door Michael Schumacher, met een tijd van 1'28.005. Dit komt neer op een gemiddelde snelheid van 218,360 km/h.

#### 2007
In 2007 werd de Grand Prix Formule 1 van Turkije voor de tweede keer op rij door Felipe Massa gewonnen nadat hij zich voor de poleposition had gekwalificeerd. Snelste rondetijd werd door Kimi Räikkönen neergezet met een tijd van 1'27.295.

#### 2008
In 2008 werd de Grand Prix Formule 1 van Turkije voor de derde keer op rij gewonnen door Felipe Massa nadat hij zich voor de poleposition had gekwalificeerd. Lewis Hamilton eindigde tweede, één plaats voor Kimi Räikkönen, die als derde eindigde. Snelste rondetijd werd door Räikkönen neergezet met een tijd van 1'26.506.

#### 2009
In 2009 werd de Grote Prijs van Turkije door Jenson Button van Brawn GP gewonnen. Sebastian Vettel begon in poleposition, maar werd in de eerste ronde al gepasseerd door Button. Ook de snelste rondetijd, 1'27.579, werd door Button gereden.

#### 2010
In 2010 werd de Grote Prijs van Turkije door Lewis Hamilton gewonnen. Mark Webber begon in poleposition en leidde bijna de hele race, maar finishte als 3de. Dit gebeurde na een aanrijding door teamgenoot van Red Bull Sebastian Vettel, die een mislukte inhaalpoging deed. De twee botsten, Webber kon doorrijden in derde positie, maar teamgenoot Vettel werd uitgeschakeld door mechanische problemen. De wedstrijd werd uiteindelijk door Lewis Hamilton gewonnen. De snelste rondetijd, 1'26.295, is van Mark Webber afkomstig.

#### 2011
Deze Grote Prijs van Turkije werd door Sebastian Vettel van Red Bull gewonnen nadat hij zich voor de poleposition had gekwalificeerd. Snelste rondetijd werd door Mark Webber neergezet met een tijd van 1'29.703.

#### 2020
Door de wereldwijde Coronapandemie heeft de F1 het programma van 2020 geherorganiseerd, en is de Grote Prijs van Turkije na een hiaat van negen jaar terug op het programma: de race werd gehouden in het weekend van 13-15 november 2020. De race werd een symbool van een ijsbaan, nadat er vlak voor het weekend een nieuwe asfaltlaag werd neergelegd. Ook begon het nog te regenen in de race, waardoor er allemaal coureurs van de baan vlogen of spinden. De wedstrijd werd gewonnen door Lewis Hamilton die de 94ste overwinning uit zijn carrière behaalde en ook zijn zevende wereldtitel. De race werd door Lance Stroll aangevangen op poleposition.

#### Winnaars
| Uitslagen Grand Prix van Turkije (Istanbul) | Uitslagen Grand Prix van Turkije (Istanbul) | Uitslagen Grand Prix van Turkije (Istanbul) | Uitslagen Grand Prix van Turkije (Istanbul) |
| Jaar                                        | Coureur                                     | Auto                                        | Auto                                        |
| Jaar                                        | Coureur                                     | Constructeur                                | Type                                        |
| ------------------------------------------- | ------------------------------------------- | ------------------------------------------- | ------------------------------------------- |
| 2005                                        | Kimi Räikkönen                              | McLaren                                     | MP4-20                                      |
| 2006                                        | Felipe Massa                                | Ferrari                                     | 248 F1                                      |
| 2007                                        | Felipe Massa                                | Ferrari                                     | F2007                                       |
| 2008                                        | Felipe Massa                                | Ferrari                                     | F2008                                       |
| 2009                                        | Jenson Button                               | Brawn GP                                    | BGP 001                                     |
| 2010                                        | Lewis Hamilton                              | McLaren                                     | MP4-25                                      |
| 2011                                        | Sebastian Vettel                            | Red Bull                                    | RB7                                         |
| 2020                                        | Lewis Hamilton                              | Mercedes                                    | W11                                         |
| 2021                                        | Valtteri Bottas                             | Mercedes                                    | W12                                         |

### GP2
De GP2-klasse heeft slechts 2 keer geracet op het circuit.
In 2006 won Nelson Piquet Jr de race. Meest opvallend was echter Lewis Hamilton die aan het begin van de race spinde en een gevecht moest beginnen vanaf positie 16. Uiteindelijk finishte hij als tweede, waarmee hij zich van het GP2-kampioenschap verzekerde.
In 2009 won de Rus Vitaly Petrov de race, Luca Filippe werd tweede en Davide Valsecchi werd derde.
| Uitslagen Grand Prix van Turkije (Istanbul) | Uitslagen Grand Prix van Turkije (Istanbul) | Uitslagen Grand Prix van Turkije (Istanbul) | Uitslagen Grand Prix van Turkije (Istanbul) |
| Jaar                                        | Winnaar                                     | Constructeur                                | Tweede                                      |
| ------------------------------------------- | ------------------------------------------- | ------------------------------------------- | ------------------------------------------- |
| 2006                                        | Nelson Piquet Jr                            | Piquet Sports                               | Lewis Hamilton                              |
| 2009                                        | Vitaly Petrov                               | Barwa Addax                                 | Luca Filippe                                |

### MotoGP
De MotoGP was tussen 2005 en 2007 actief op het circuit.

#### 2005
De MotoGP-race in 2005 werd gewonnen door Marco Melandri gevolgd door Valentino Rossi en Nicky Hayden.

#### 2006
In 2006 won de winnaar van 2005 nogmaals, Marco Melandri bleef Casey Stoner en Nicky Hayden voor. Ondanks zijn 16e startpositie.

#### 2007
In 2007 won Casey Stoner, die het jaar daarvoor bij 250cc-klasse de winst pakte.

#### Winnaars
| Uitslagen Grand Prix van Turkije (Istanbul) | Uitslagen Grand Prix van Turkije (Istanbul) | Uitslagen Grand Prix van Turkije (Istanbul) | Uitslagen Grand Prix van Turkije (Istanbul) |
| Jaar                                        | Coureur                                     | Team                                        | Merk                                        |
| ------------------------------------------- | ------------------------------------------- | ------------------------------------------- | ------------------------------------------- |
| 2005                                        | Marco Melandri                              | Movistar                                    | Honda                                       |
| 2006                                        | Marco Melandri                              | Gresini                                     | Honda                                       |
| 2007                                        | Casey Stoner                                | Ducati Factory                              | Ducati                                      |

## Overige evenementen
Het circuit was naast de grote evenementen ook gastheer voor de FIA World Touring Car Championship, Formula-G, DTM en de Le Mans 1.000 km race.

## Galerij

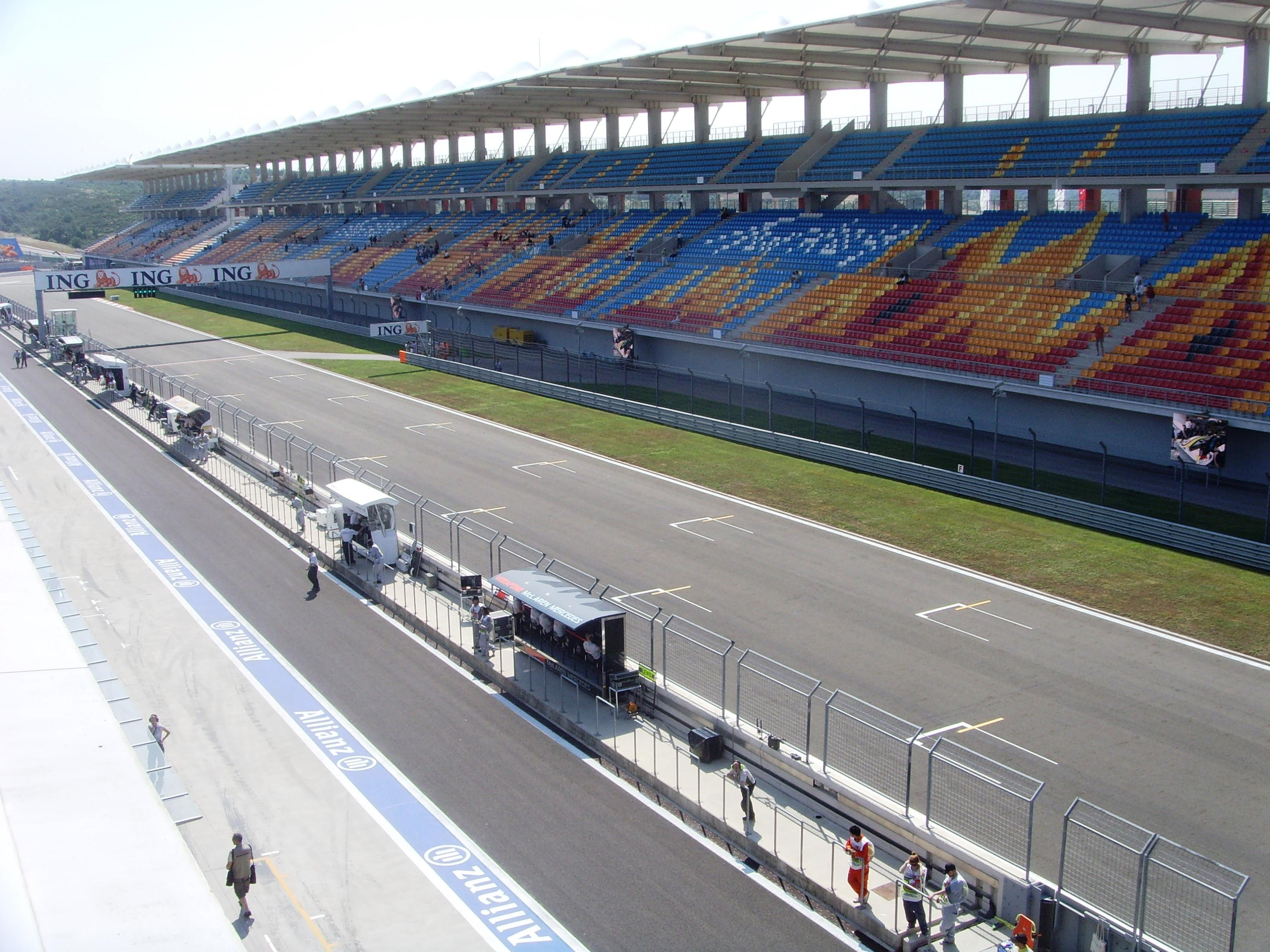
Hoofdtribune
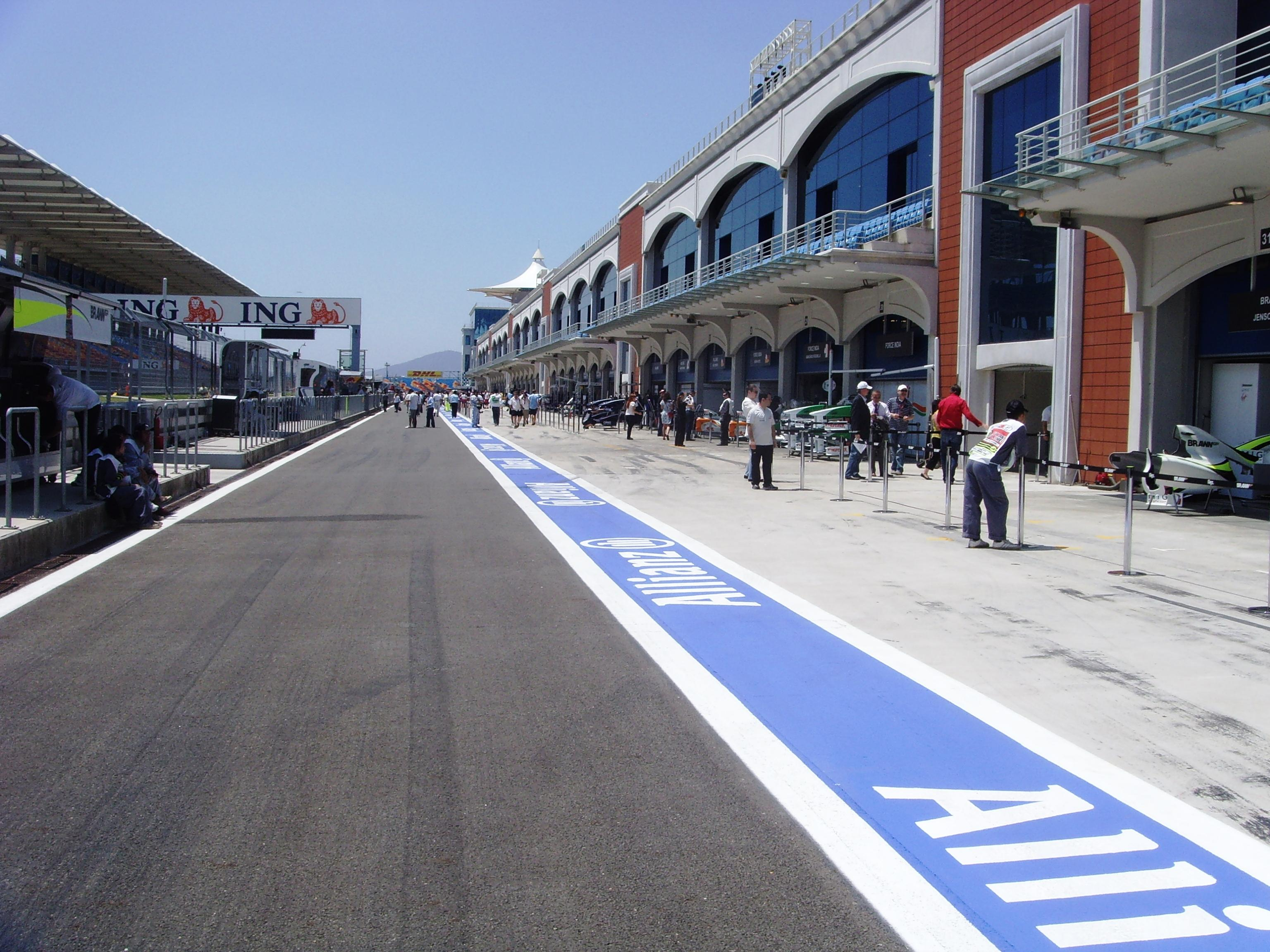
Pitstraat
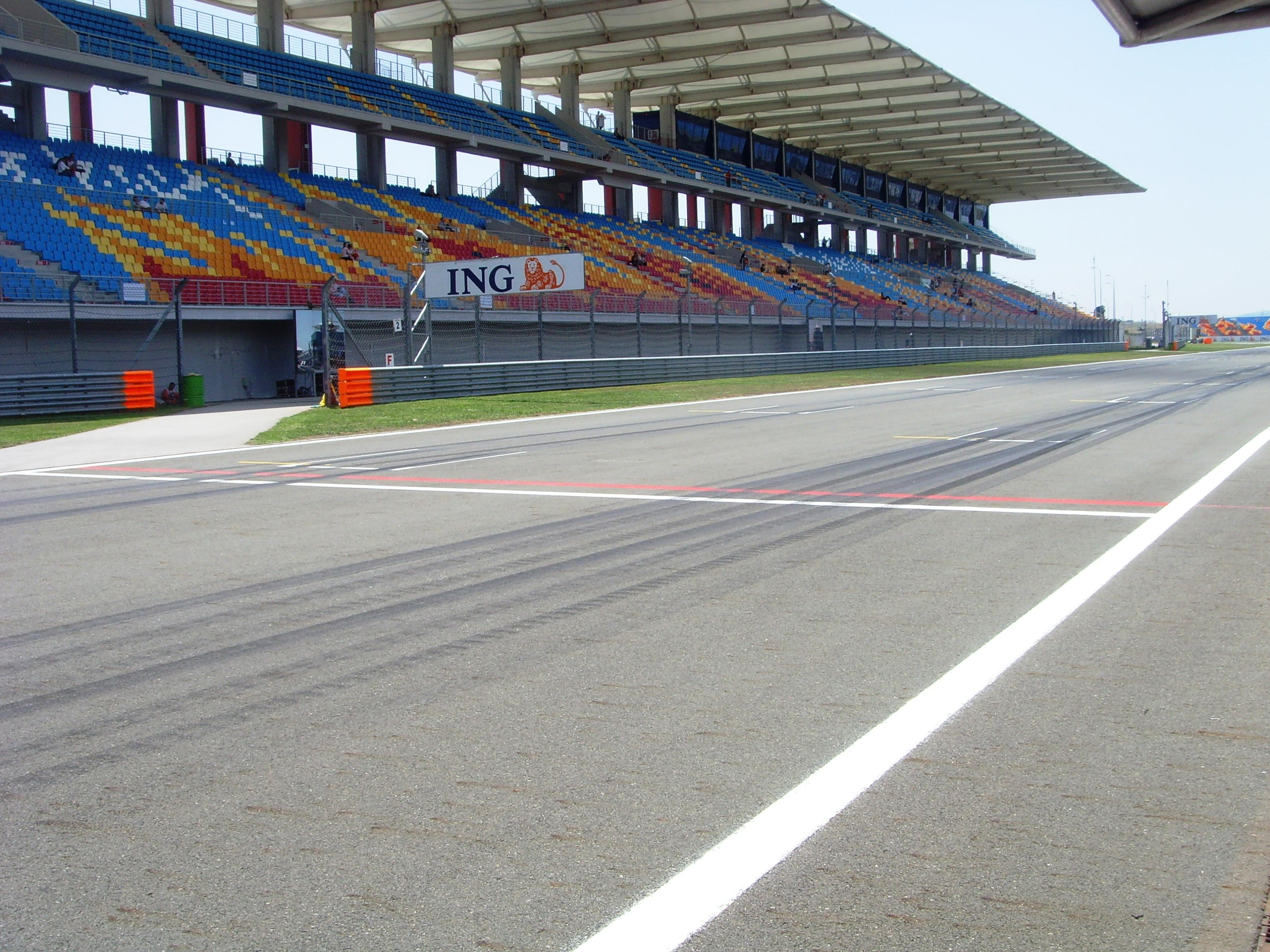
Start- en Finishlijn